# Bromma Blocks

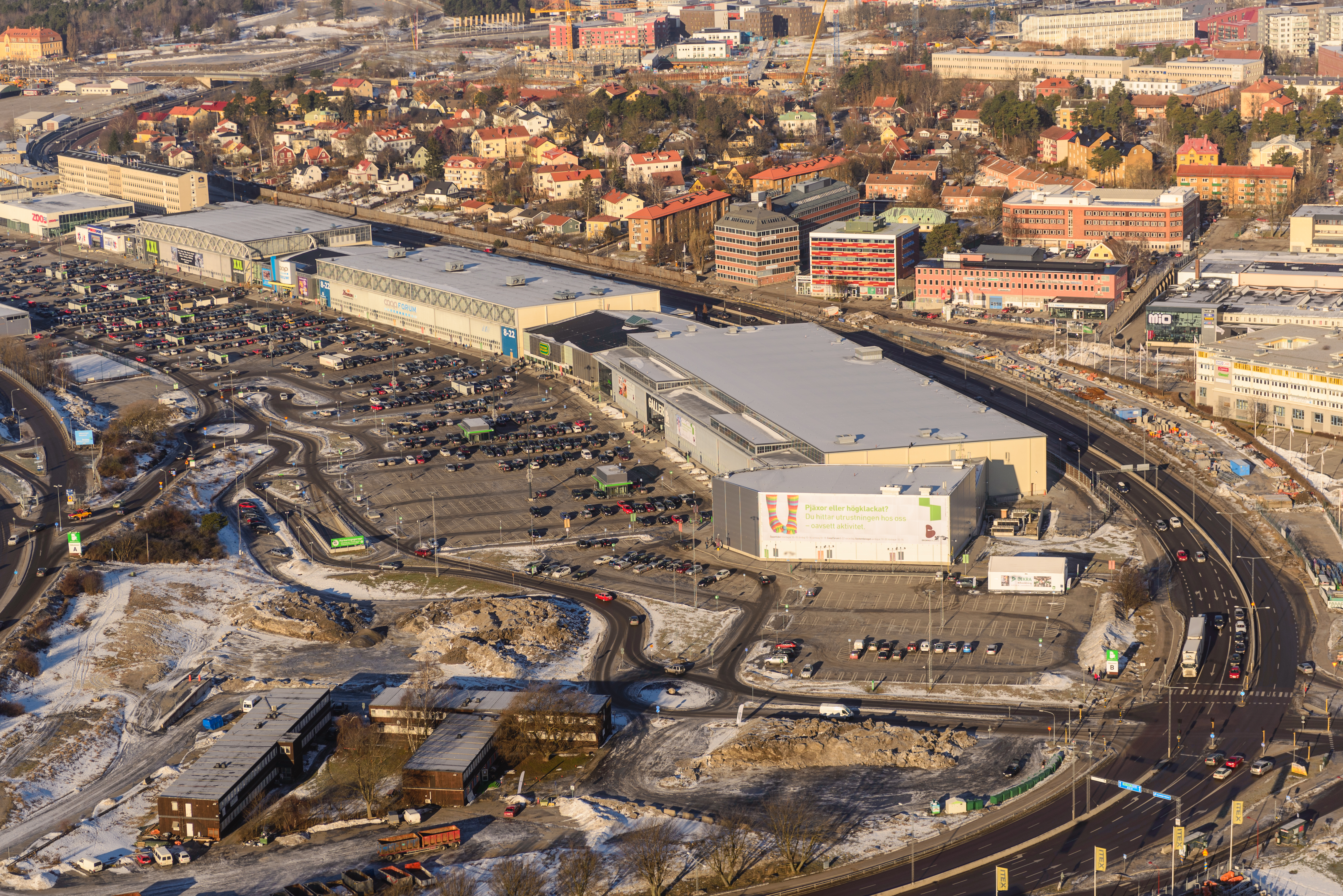
Bromma Blocks sett från helikopter, 2013.

Bromma Blocks (tidigare[när?] Bromma Center) är ett köpcentrum i Bromma i Västerort inom Stockholms kommun, vilket inryms i Bromma flygplats gamla hangarer. Hangarerna var på sin tid de största i norra Europa och är kulturhistoriskt, arkitektoniskt och byggnadstekniskt värdefulla. Namnet Bromma Blocks anknyter till byggnaderna. Arkitekten Paul Hedqvist ritade flera hangarer på området i en funktionalistisk, blockliknande arkitektur. 
År 1972 flyttade den första stormarknaden in i en av hangarerna. Hangarerna 1, 2 och 3 vid Ulvsundavägen utgör idag huvuddelen Bromma Blocks. I september 2010 invigdes den ombyggda Hangar 3 med cirka 80 butiker under samma tak. 

## Historik

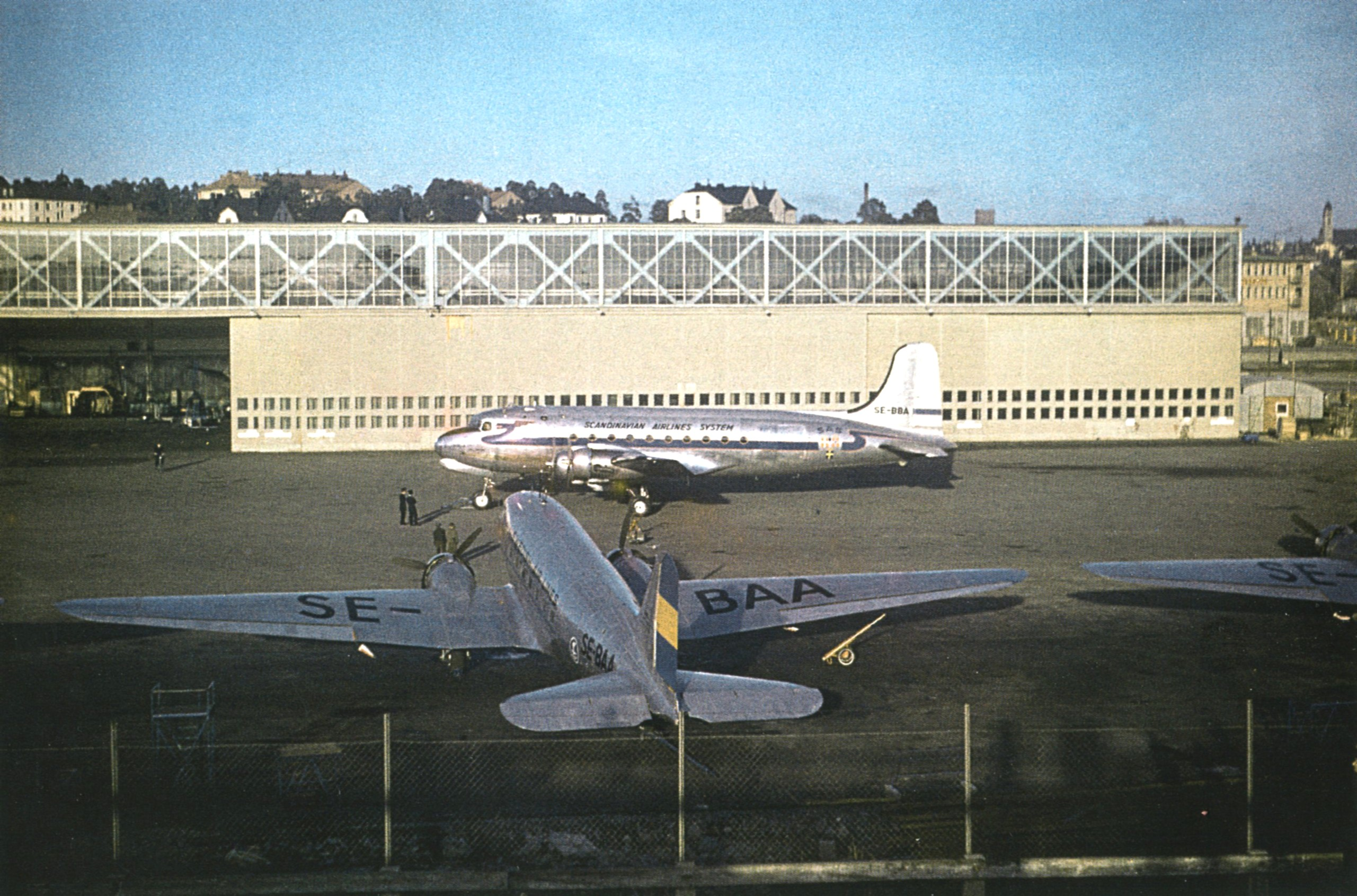
Hangar 1 med SAS-maskin "Sigtrygg Viking" (DC-4) samt DC-3 SE-BAA "Örnen" tillhörande Swedish Air Lines, foto från sent 1940-tal.

Under 1930- och 40-talen uppfördes totalt fyra hangarer på Bromma flygplats, som invigdes den 23 maj 1936. Samma år färdigställdes Bromma flygplats första hangarflygplats. Hangar A samt stationsbyggnaden med flygledartornet ritades av Paul Hedqvist.
Även Hangar 1 och 2 ritades av Hedqvist. Hangar 1 med en storlek av 75x50 meter stod färdig 1942. Beställaren var AB Aerotransport (föregångaren till SAS), men under andra världskriget byggdes jaktplanet FFVS J 22 under flera års tid i den stora hallen. Hangar 1 har ett utanpåliggande stålfackverk som bär upp taket. Stålbalkarna i Hangar A designades av Paul Hedqvist, som återanvände fackverksbalkar från gamla Tranebergsbron, som revs 1934. Dessa anläggningar nyttjas fortfarande av flyget. Hangar A:s södra del omvandlades 1953 till terminalbyggnad för utrikeshallen för den moderna flygplatsen.
Under 1940-talet byggdes ytterligare två stora hangarer vid flygplatsen. Bland dem Hangar 3 som invigdes 1948, den var Brommas största med måtten 151×62 meter. Hangar 3 designades och färdigställdes för de stora Boeing Stratocruisers som SAS beställde. De enorma portarna gick på räls och hade luftledning. Hangarerna kom att bli de största i norra Europa.
Hangar 3 lades ner redan 1962 när SAS flyttade flygplatsverksamheten till Arlanda flygplats.

## Hangarer blir stormarknader
När hangarerna efterhand upphörde för flygplansanvändning, omvandlades de successivt till affärer för dagligvaror, stormarknader. Den första var NK Storlager, i Hangar 3, som efterhand bytte namn till EPA Stormarknad. Därefter fick den namnet Bra Stormarknad (senare B&W) och den var den första riktiga stormarknaden i Hangar 3. Stormarknaden B&W blev en populär för besökare från hela Stockholm. 1984 invigde Konsum Stockholm sin stormarknad OBS! i Hangar 2.
År 1999 övertogs alla tre hangarerna, Hangarerna 1, 2 och 3, av KF Fastigheter och då inleddes en omfattande utveckling av området. År 2000 övertogs övriga byggnader av Bromma Center Södra. Alla tidigare stormarknader i Brommas hangarer stred mot gällande detaljplan från 1940 som angav att området endast fick användas för trafikändamål. För att inte riskera svartbyggen klarade man sig med hjälp av en serie tidsbegränsade bygglov. En ny detaljplan togs fram 1998 som vann laga kraft i januari 2004, detaljplanen togs fram i samarbete mellan de två tomträttsinnehavarna KF-Fastigheter och Bromma Center Södra. Planens syfte var att befästa det handelsområde som vuxit fram i de gamla flyghangarerna, möjliggöra upprustningen av området, skydda byggnadernas stora kulturhistoriska värde samt ge byggrätt för nya länkbyggnader mellan hangarerna och en möjlig utbyggnad av hela handelsplatsen. I planbeskrivningen (Dp 1998-05733-54) sägs bland annat att "Hangarerna var på sin tid exempel på modernaste och mest avancerade tekniska lösningar med stora spännvidder och stora öppna volymer... De har storskalig industrikaraktär med stor egenart. Hangarerna har både kulturhistoriskt, arkitektoniskt och byggnadstekniskt stort värde".

## Bromma Blocks växer fram

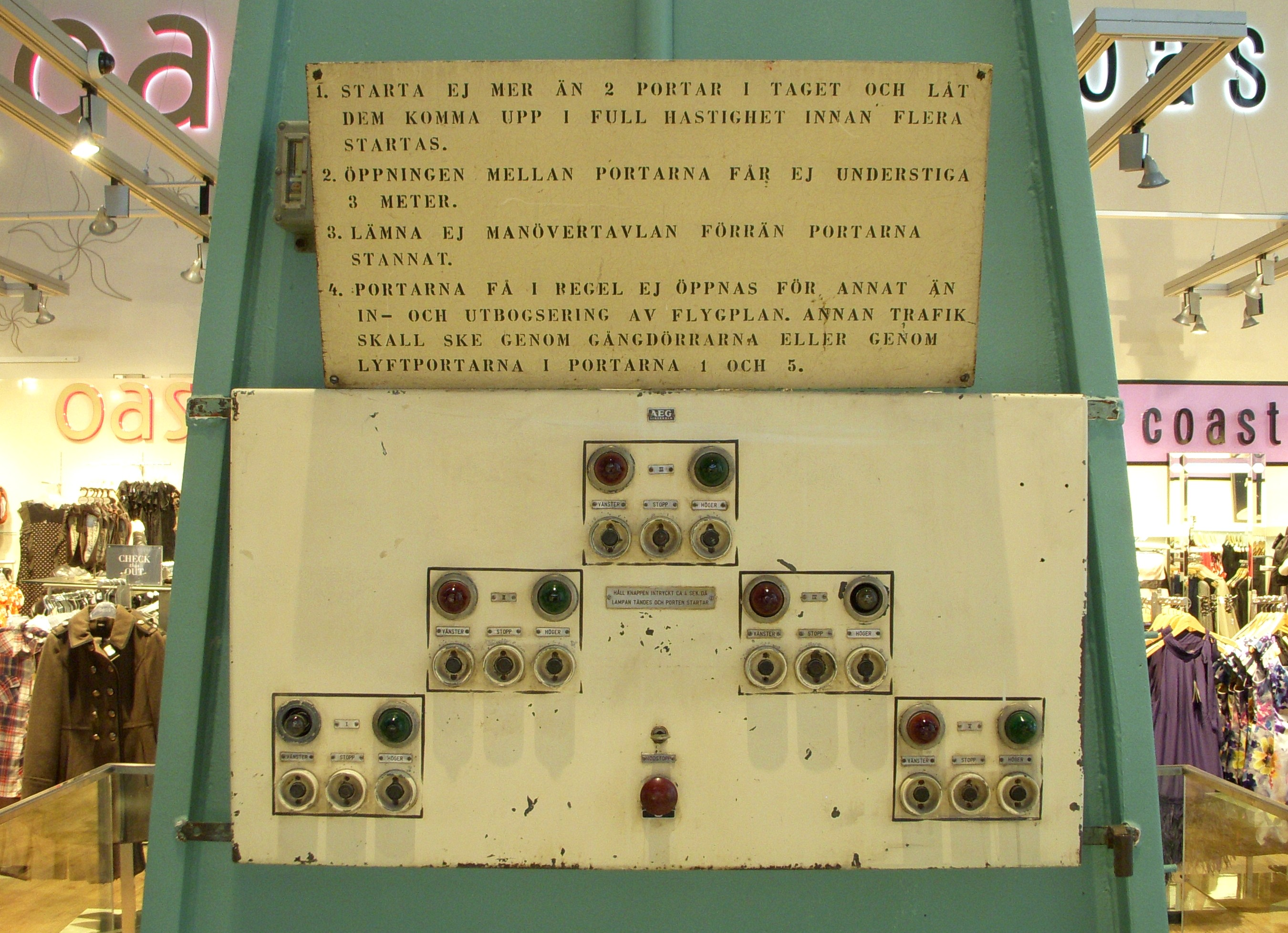
Portarnas gamla manöverpanel

År 2005 renoverades Hangar 2 och 2007 flyttade  bland annat Coop Forum in, "LIN" (Linjeflygs gamla logo) finns kvar på fasadväggen. Då grundarbetena för Bromma Blocks började 2005 förvandldes platsen till den "ultimata shoppingupplevelsen som ligger på en kulturhistorisk destination". Från början var idén att hedra områdets historia och lyfta fram de ursprungliga exteriörerna av de ikoniska hangarerna. Därefter gjordes en totalombyggnad av Hangar 3 med omfattande grundförstärkningar. Vid ombyggnaden av fasaderna togs hänsyn till att byggnaden är kulturminnesmärkt. Byggnadens yttre gestaltades så att hangarens tidigare portar blev en del av fasaden. Portarna står delvis öppna i ett fastlåst läge och öppningarna är inglasade entrér.
På insidan påminner inte mycket om den tidigare flygverksamheten. Takets enorma stålkonstruktion som väger 1500 ton syns och på den enda mittpelaren som finns i hallen sitter manöverpanelen för portmaskineriet kvar, dock ur funktion.
Interiören som planerats och gestaltats av Wester + Elsner arkitekter skall föra tanken till det klassiska varuhuset med brett utbud av varor och tjänster. Totalt innehåller Bromma Blocks senaste utbyggnad i Hangar 3 totalt 25 000 m² shoppingytor i tre plan med ca 80 butiker, caféer och restauranger samt 300 garageplatser under mark. Då öppnade Bromma Blocks Galleria sina dörrar för allmänheten och samtidigt öppnade den norska sporthandelskedjan XXL Sport & Vildmark i Hangar 1.
Bromma Blocks är KF Fastigheters största satsning någonsin och den totala investeringen till september 2010 ligger på runt 2 miljarder kronor. 2013 sålde KF Fastigheter Bromma Blocks till Starwood Capital, en av världens största fastighetsfonder.  2017 sålde Starwood Capital Bromma Blocks till CBRE Global Investors. CBRE Global Investors köper genom fonden CBRE GIP European Co-Investment Fund (ECF), CBRE:s europeiska value add-fond, i ett samriskföretag med Vencom Property Partners. Ica fastigheter förvärvade 1 april 2016 en tomträtt med byggrätter för 45 000 m² med avsikt att etablera en Ica stormarknad, Ica Maxi, på Bromma Blocks.

## Kommunikationer

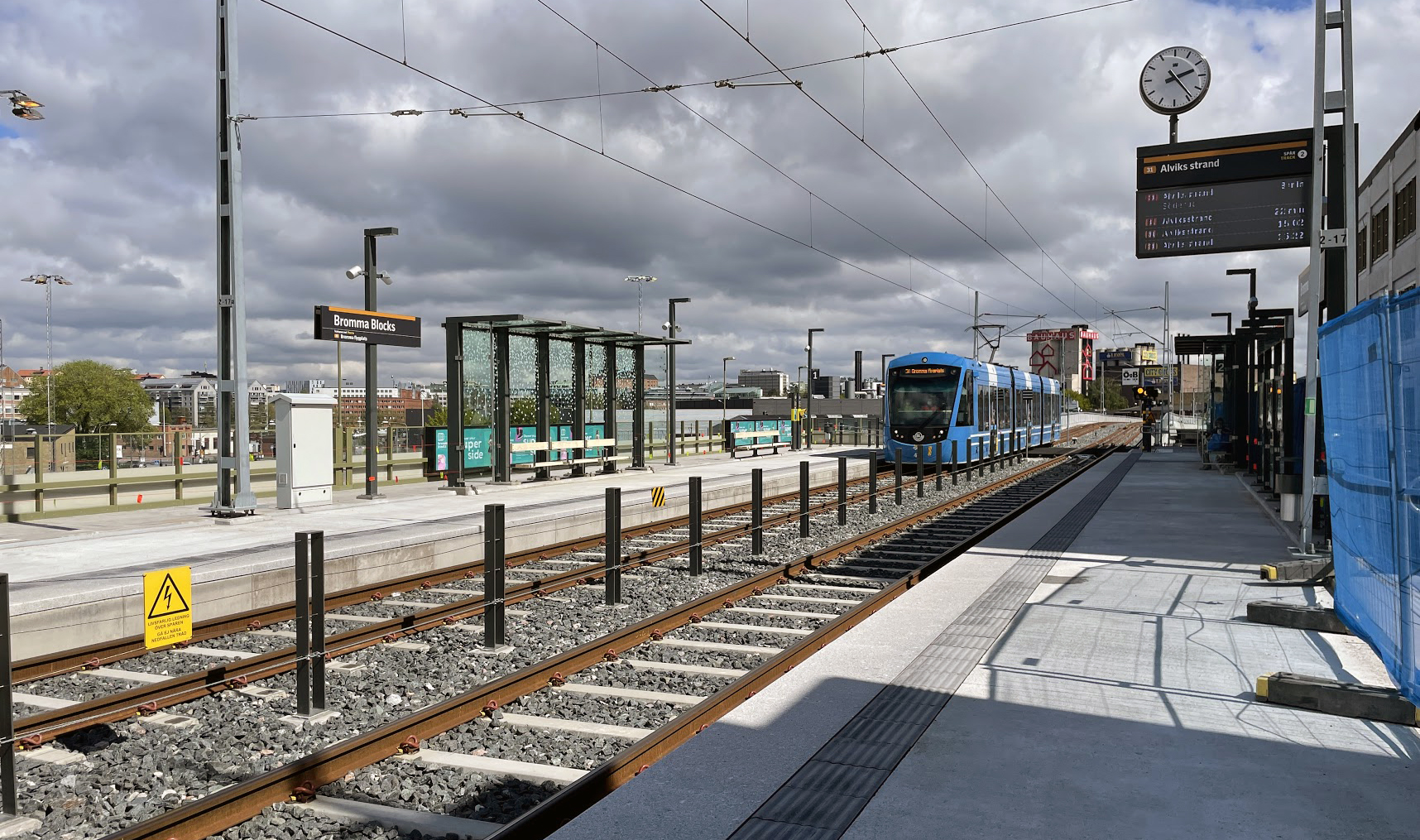
Tvärbanans hållplats vid Bromma blocks

I maj 2021 öppnades spårvägslinjen Tvärbanan till Bromma Flygplats, på gångavstånd från handelsområdet. Hållplatsen Bromma Blocks ligger på en högbro i anslutning till "Hangar 5", ett kontors- och handelshus med bland annat ICA Maxi.

## Bilder

Exteriör
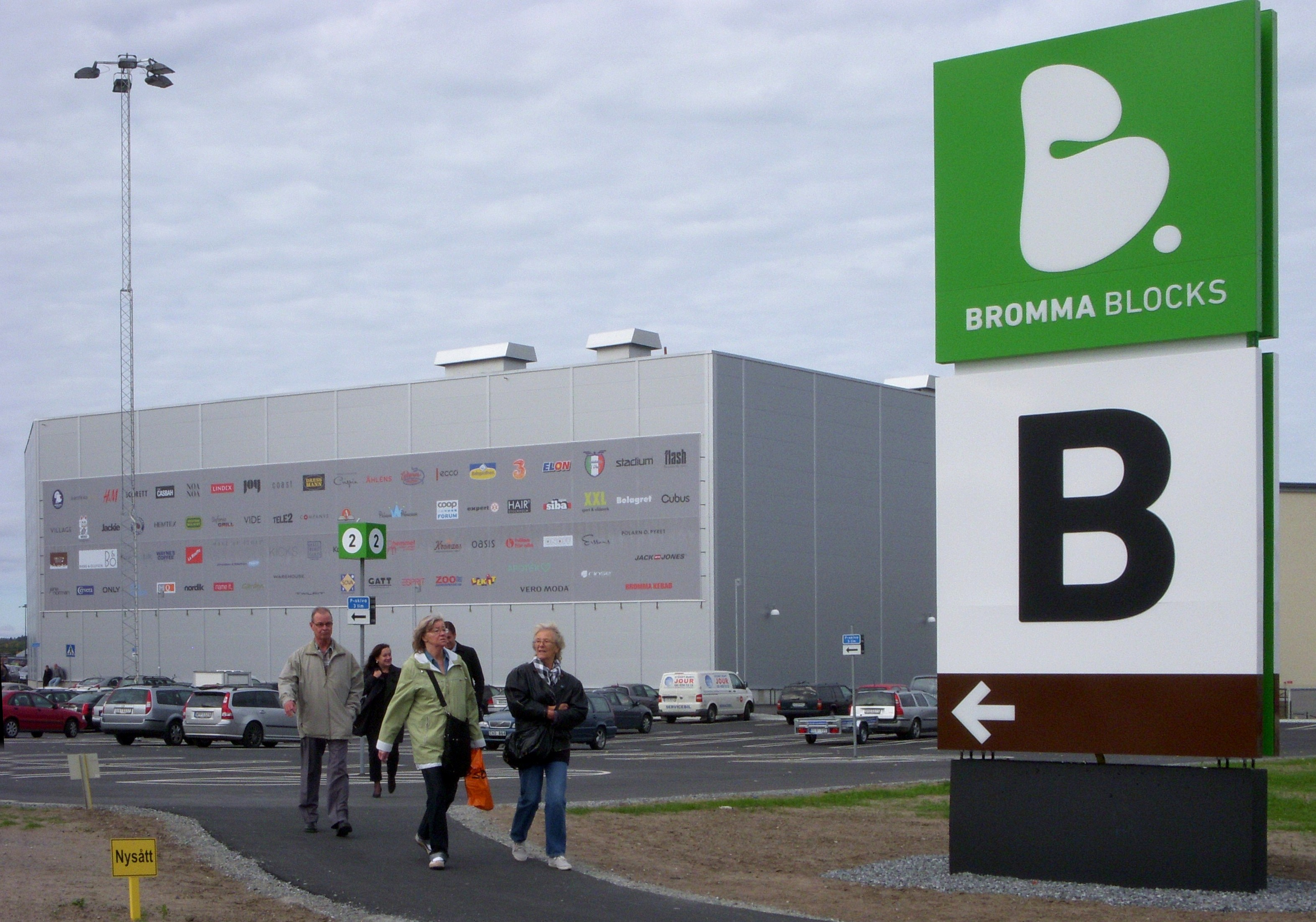
Entréskylt
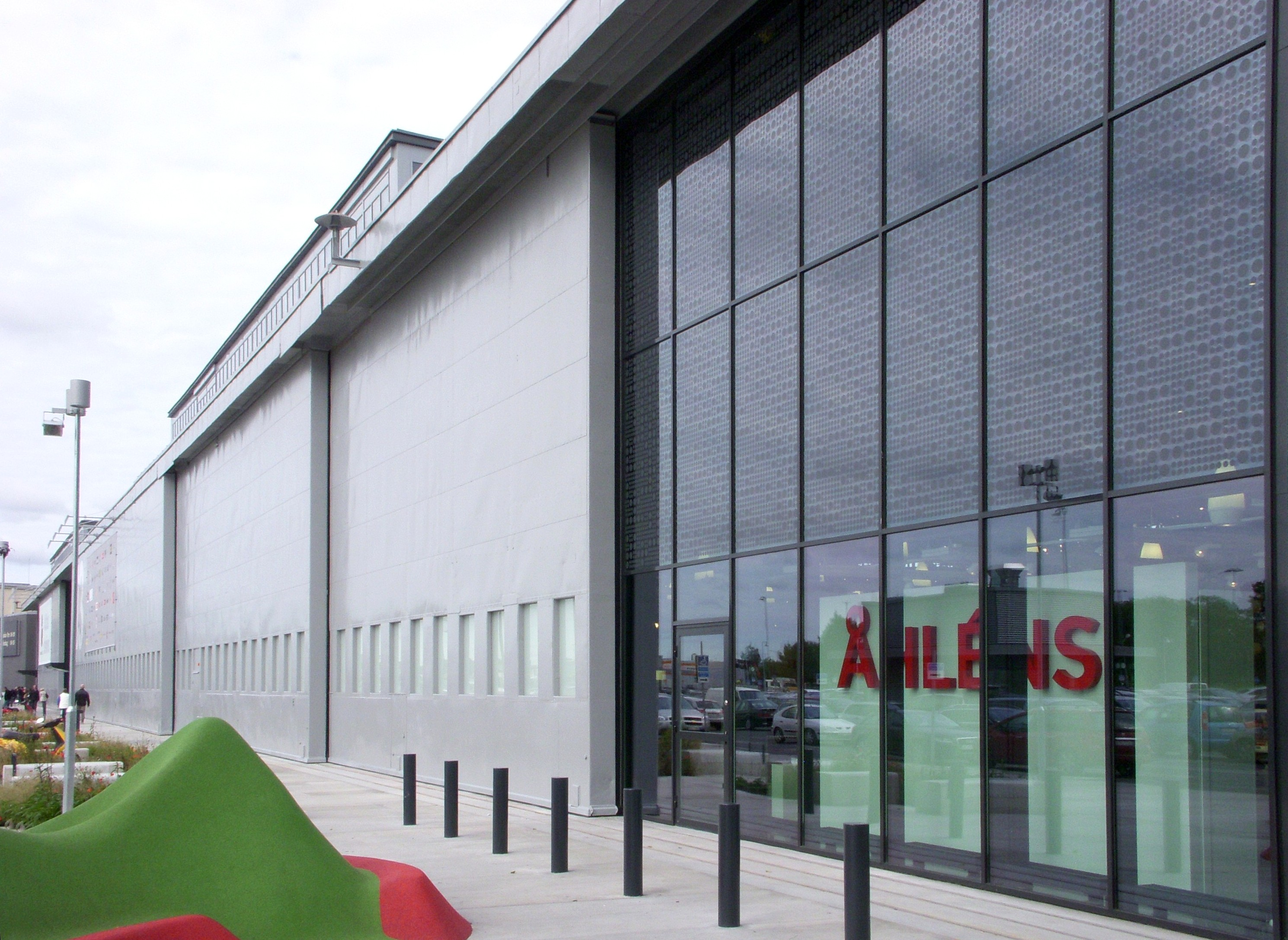
Hangar 2, fasader
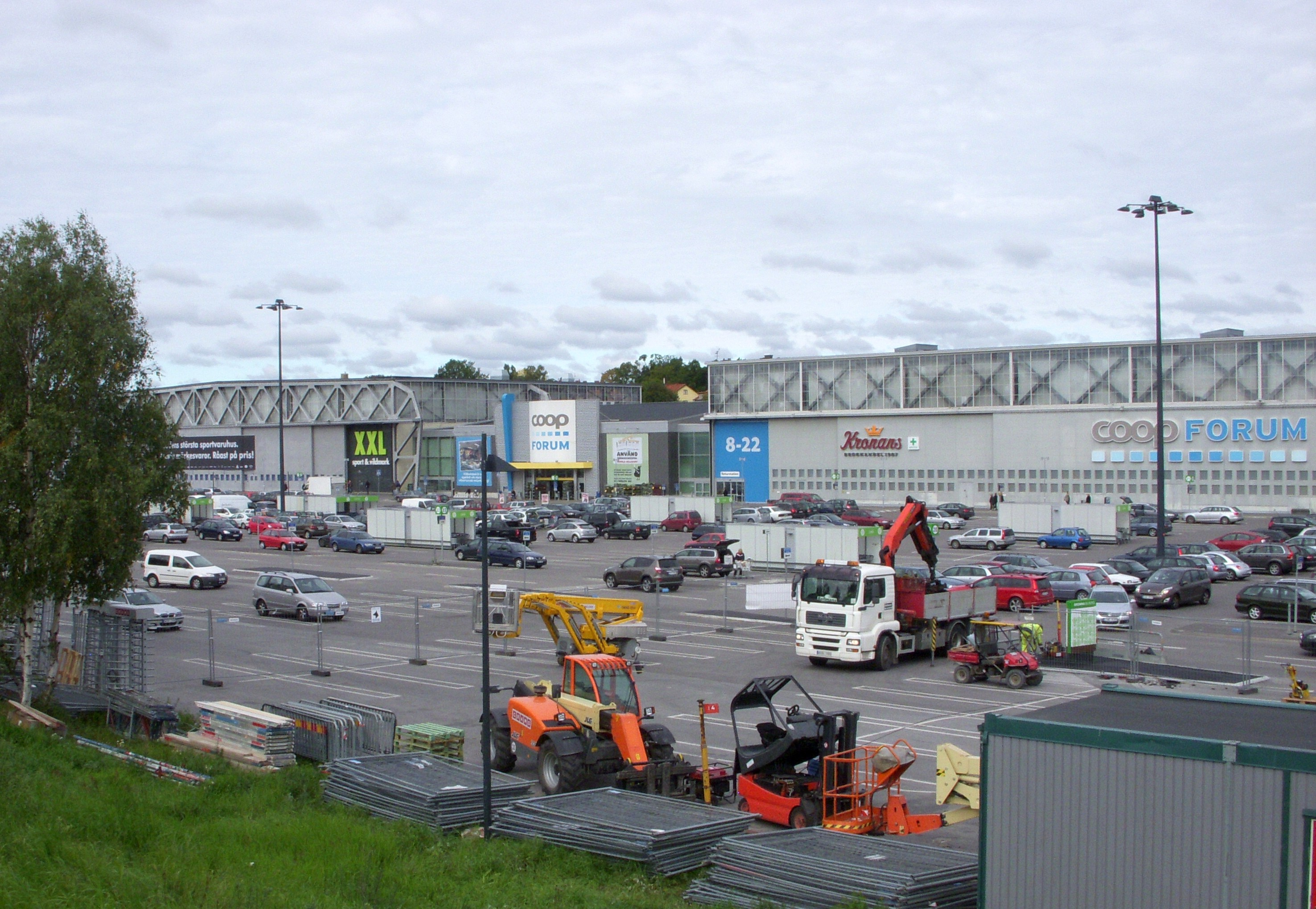
Hangar 2 och 3, fasader
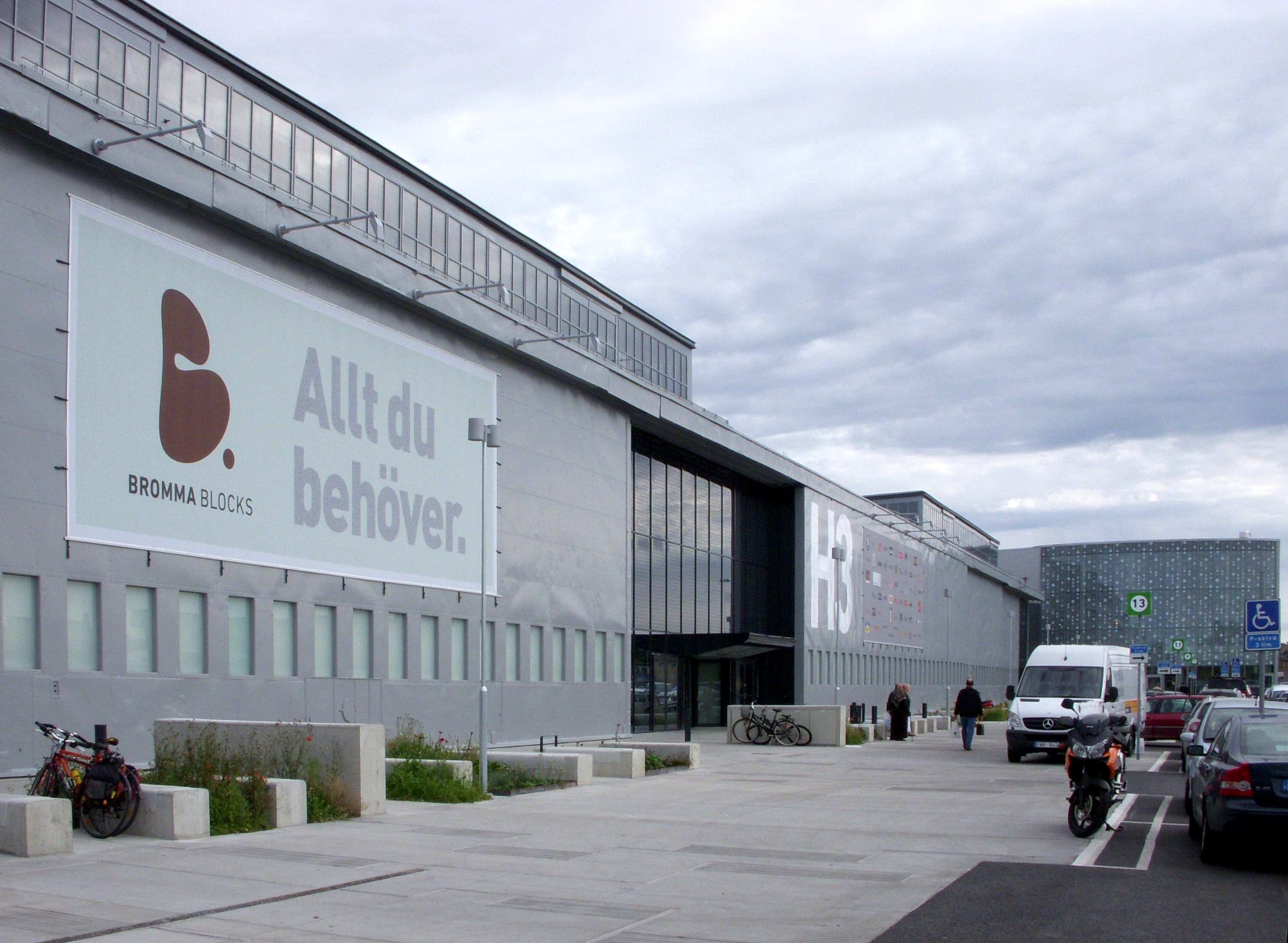
Hangar 3, fasader

Interiör
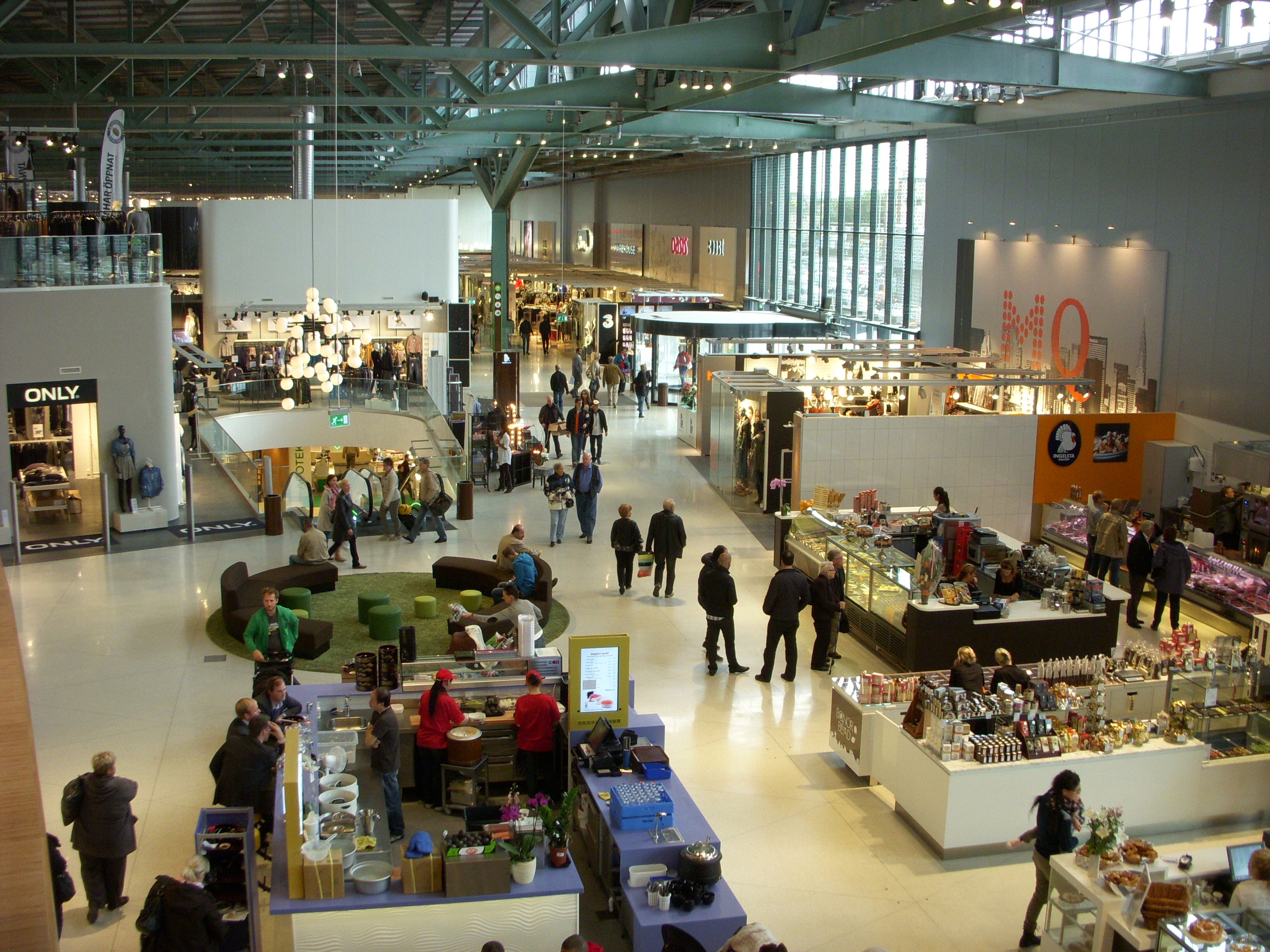
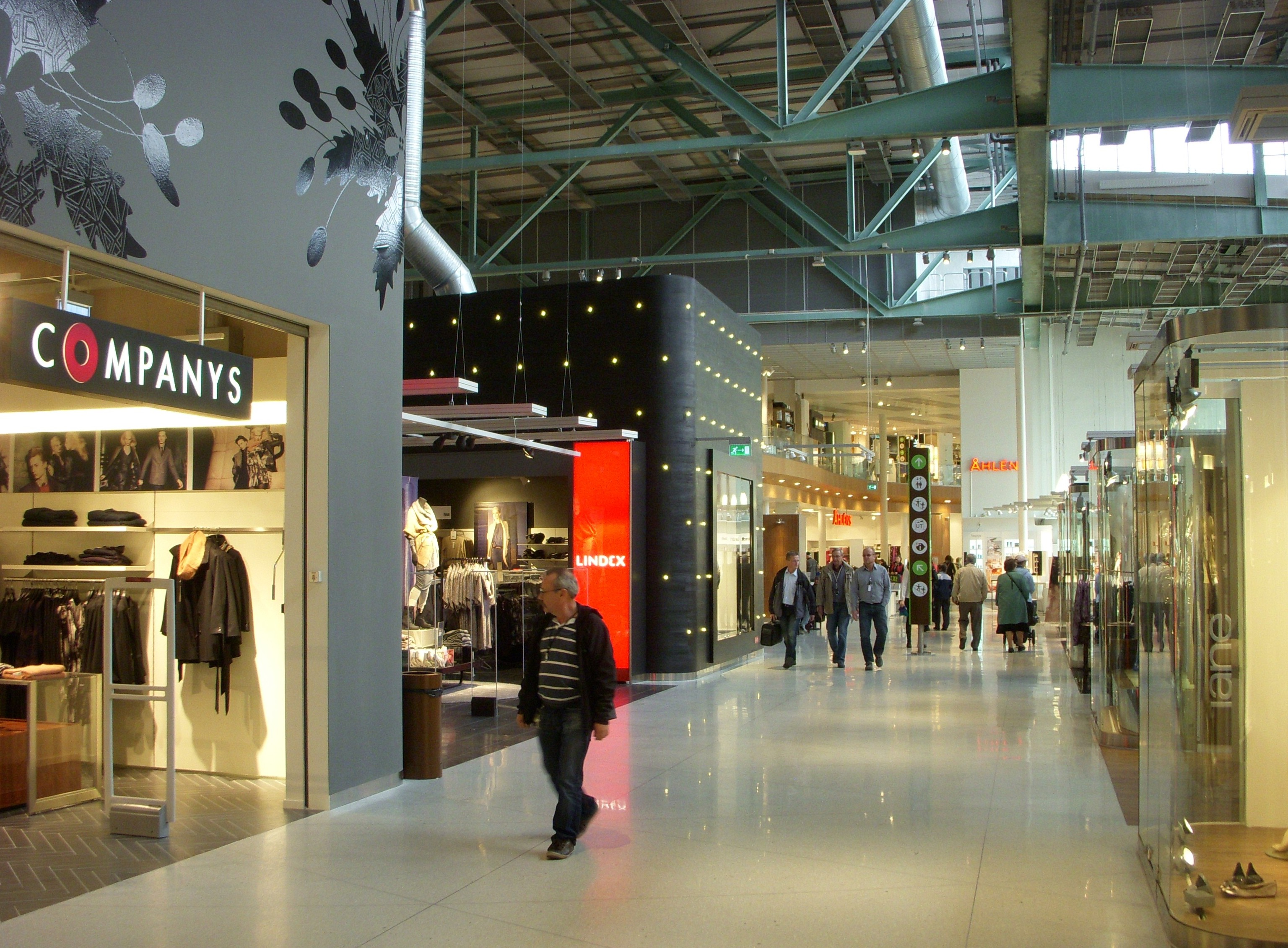
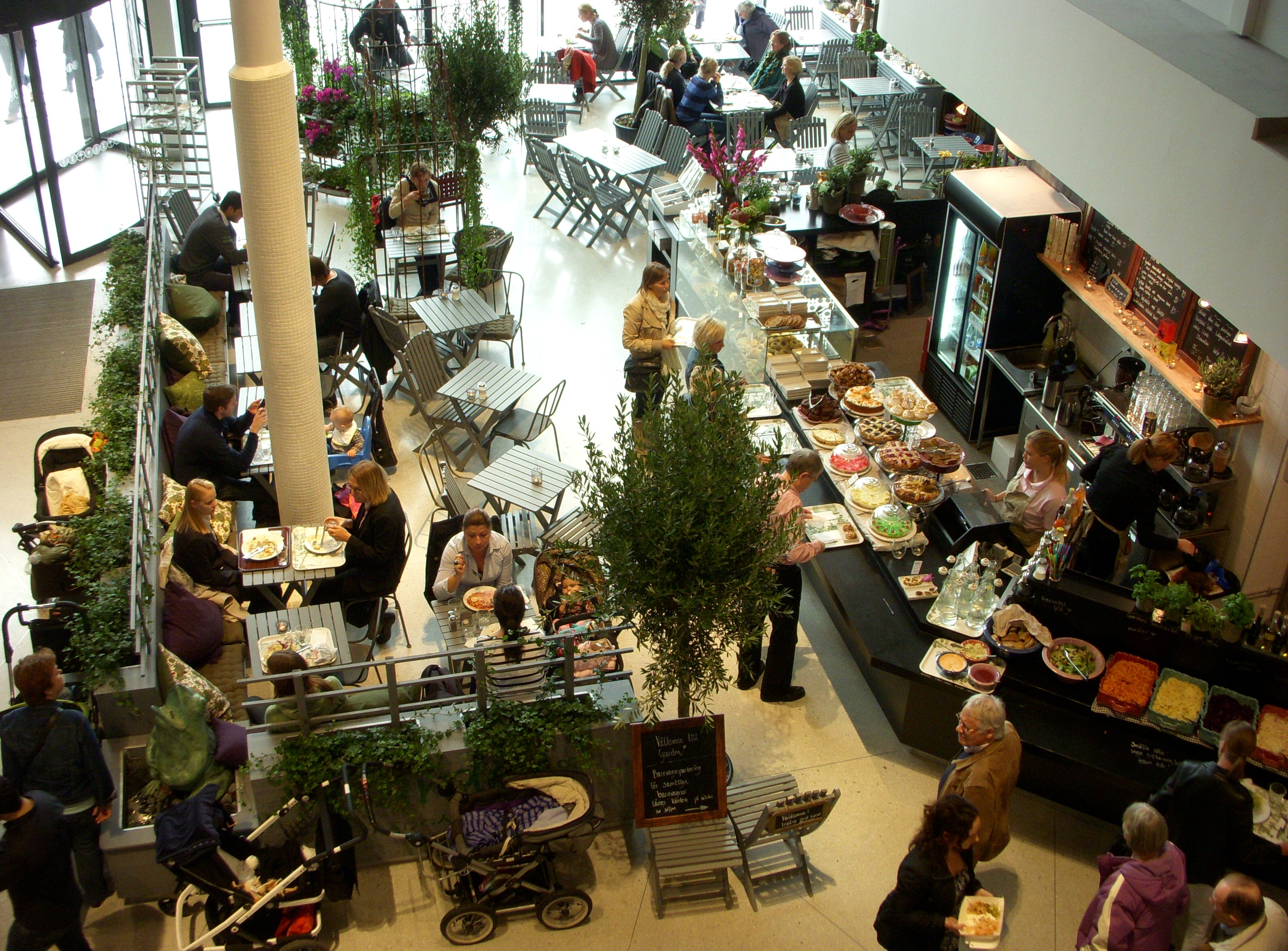
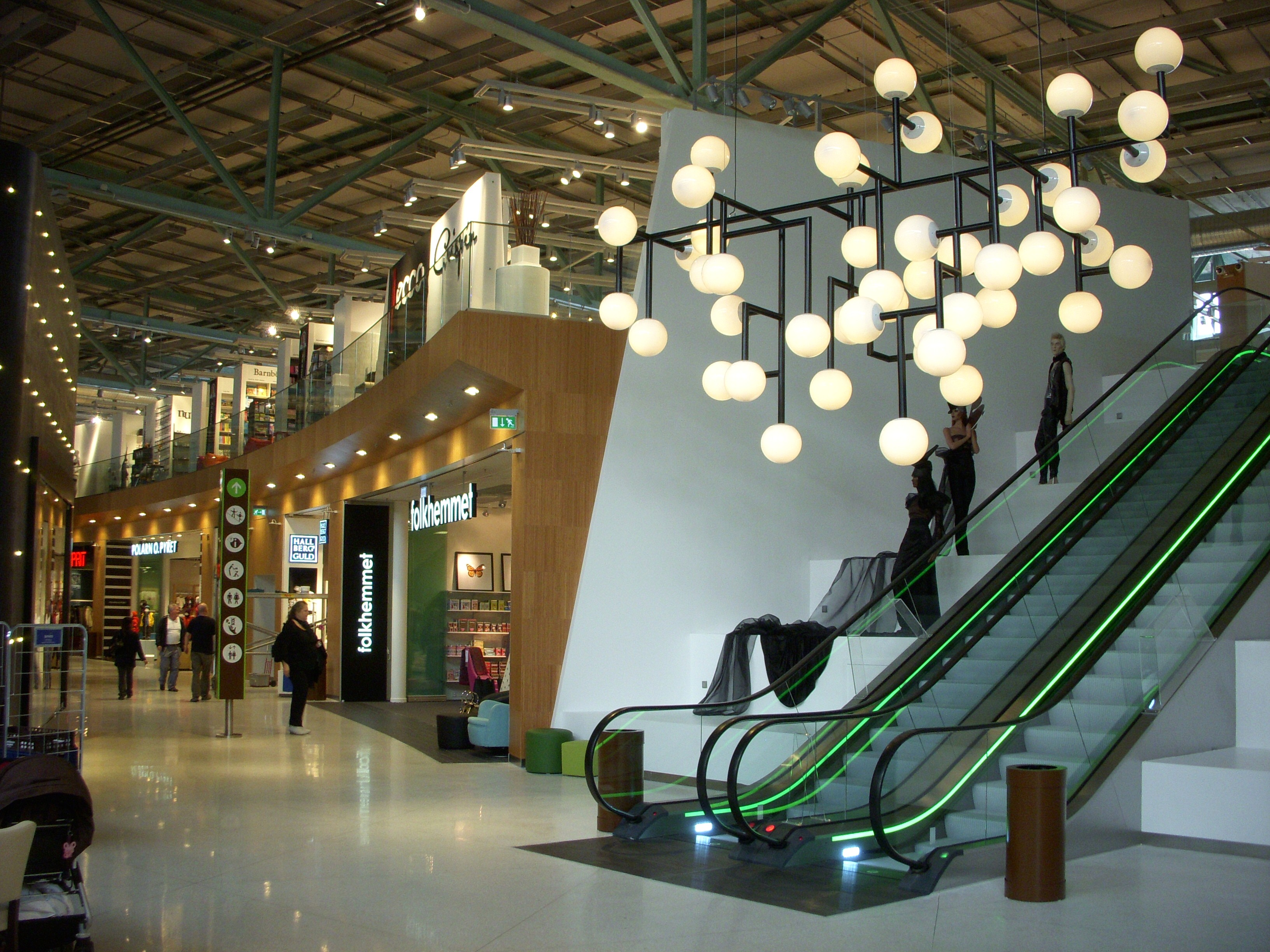